# Jan Trombly
Janice Yvonne Trombly, detta Jan (Plattsburgh, 6 gennaio 1957), è un'ex cestista ed ex pallamanista statunitense con cittadinanza canadese.

## Carriera

### Pallacanestro
Con gli Stati Uniti ha disputato i Campionati del mondo del 1979 e di Giochi panamericani di San Juan 1979.

### Pallamano
Con gli Stati Uniti ha disputato le Olimpiadi di Los Angeles 1984.